# Nagroda Star Screen dla Najlepszej Aktorki Drugoplanowej
Nagroda Star Screen dla Najlepszej Aktorki Drugoplanowej jest przyznawana przez jury złożone z członków przemysłu filmowego. Zwycięzcy są ogłaszani w styczniu.
Po raz pierwszy przyznano ją w 1996 roku, w rok po pierwszym rozdaniu nagród Star Screen.

## Lista nagrodzonych
| Rok  | Aktorka         | Film                      |
| 2009 | Shahana Goswami | Rock On                   |
| 2008 | Chak De Girls   | Chak De India             |
| 2007 | Kirron Kher     | Rang De Basanti           |
| 2006 | Shweta Prasad   | Iqbal                     |
| 2005 | Rani Mukerji    | Yuva                      |
| 2004 | Juhi Chawla     | 3 Deewarein               |
| 2003 | Madhuri Dixit   | Devdas                    |
| 2002 | Raveena Tandon  | Aks                       |
| 2001 | Sonali Bendre   | Hamara Dil Aapke Paas Hai |
| 2000 | Sushmita Sen    | Biwi No.1                 |
| 1999 | Shefali Shah    | Satya                     |
| 1998 | Shabana Azmi    | Mrityudand                |
| 1997 | Seema Biswas    | Khamoshi                  |
| 1996 | Mitha Vashisht  | Drohkaal                  |